# Galaganakere, Piriyapatna
Galaganakere là một làng thuộc tehsil Piriyapatna, huyện Mysore, bang Karnataka, Ấn Độ.